# Hanabi

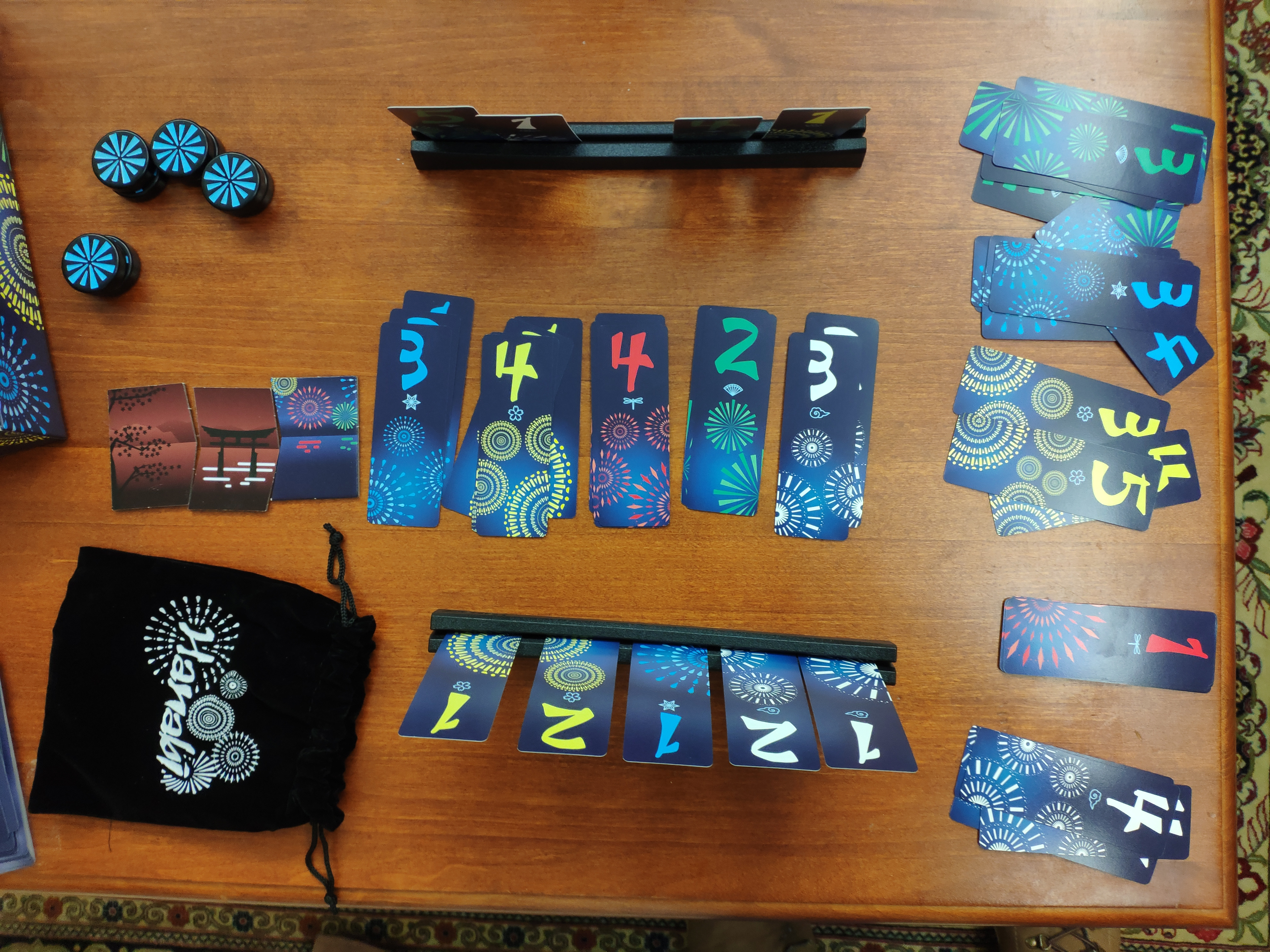
Hanabi

Hanabi is een coöperatief kaartspel. Het is ontworpen door Antoine Bauza en uitgebracht in 2012. Het bestaat uit 50 kaarten, 8 hintfiches en 3 onweerfiches. Het spel was Spiel des Jahres in 2013.

## Spelverloop
Essentie van het spel is dat spelers samen rijtjes van kaarten van dezelfde kleur leggen met oplopende cijfers van 1 tot en met 5, met de kaarten die spelers op hand hebben, maar waarvan ze alleen de achterkant kunnen zien. Keuzes maken zij op basis van de aanwijzingen die zij krijgen van medespelers, die de kaarten van andere spelers wel kunnen zien. Deze mogen niet alles zeggen, ze mogen alleen zeggen welke kaarten een bepaalde kleur of bepaald cijfer hebben, of zeggen dat een speler helemaal geen kaarten heeft met een bepaalde kleur of bepaald cijfer. Spelers mogen ook beslissen een kaart uit de hand af te leggen.